# José Sosa Canessa
José Junior Sosa Canessa (Lima, departamento de Lima, 4 de mayo de 1986) es un futbolista peruano. Juega de delantero y actualmente está sin equipo. Tiene 38 años.Actualmente es director técnico de menores del club Alianza Lima,como asistente técnico de la reserva, también está a cargo del planeamiento técnico del Club Japón FC siendo su mayor logro la clasificación a cuartos de final de la Liga de Naciones.

## Clubes
| Club                 | País | Año  |
| -------------------- | ---- | ---- |
| Alianza Lima         | Perú | 2002 |
| La Peña Sporting     | Perú | 2003 |
| Deportivo Municipal  | Perú | 2005 |
| Unión Huaral         | Perú | 2006 |
| José Gálvez          | Perú | 2009 |
| León de Huánuco      | Perú | 2010 |
| Atlético Grau        | Perú | 2011 |
| Deportivo Coopsol    | Perú | 2012 |
| Municipal de Paucará | Perú | 2013 |
| Deportivo Garcilaso  | Perú | 2014 |
| Unión Alto Huarca    | Perú | 2014 |
| Deportivo Garcilaso  | Perú | 2015 |